# Docalidia patula
Docalidia patula är en insektsart som beskrevs av Nielson 1982. Docalidia patula ingår i släktet Docalidia och familjen dvärgstritar. Inga underarter finns listade i Catalogue of Life.